# Ekkolali
Ekkolali (papegøjetale) er en persons gentagelse af, hvad der bliver sagt til vedkommende. Kan blandt andet optræde ved Tourettes syndrom, skizofreni, Alzheimers sygdom og autisme. 